# Torneo Regional 1982
El Torneo Regional 1982 fue la decimoquinta edición de este torneo organizado por la AFA.
Debido al adelantamiento del Campeonato Nacional de 1982, que a partir de entonces pasaría a disputarse en el primer semestre del año, el torneo se disputó a finales de 1981.
Los ganadores del torneo obtuvieron la clasificación al Campeonato Nacional 1982.

## Equipos participantes

### Zona 1 (Buenos Aires)

#### Sub Zona A
| Club                        | Ciudad                | Provincia                 | Liga                                  |
| --------------------------- | --------------------- | ------------------------- | ------------------------------------- |
| Alumni Azuleño              | Azul                  | Provincia de Buenos Aires | Liga de Fútbol de Azul                |
| San Lorenzo de Villa Gesell | Villa Gesell          | Provincia de Buenos Aires | Liga Madariaguense de Fútbol          |
| Olimpo                      | Bahía Blanca          | Provincia de Buenos Aires | Liga del Sur                          |
| Gral. San Martín (Pehuajó)  | Pehuajó               | Provincia de Buenos Aires | Liga Pehuajense de Fútbol             |
| Huracán (Tres Arroyos)      | Tres Arroyos          | Provincia de Buenos Aires | Liga Regional Tresarroyense de Fútbol |
| Independiente de Bolívar    | San Carlos de Bolívar | Provincia de Buenos Aires | Liga Deportiva de Bolívar             |
| Estación Quequén            | Quequén               | Provincia de Buenos Aires | Liga Necochense de Fútbol             |
| Alvarado                    | Mar del Plata         | Provincia de Buenos Aires | Liga Marplatense de Fútbol            |
| La Movediza                 | Tandil                | Provincia de Buenos Aires | Liga Tandilense de Fútbol             |
| Loma Negra                  | Olavarría             | Provincia de Buenos Aires | Liga de Fútbol de Olavarría           |

#### Sub Zona B
| Club                         | Ciudad    | Provincia                 | Liga                            |
| ---------------------------- | --------- | ------------------------- | ------------------------------- |
| Mariano Moreno               | Junín     | Provincia de Buenos Aires | Liga Deportiva del Oeste        |
| Club Social Ramallo          | Ramallo   | Provincia de Buenos Aires | Liga Nicoleña de Fútbol         |
| Deportivo Verónica           | La Plata  | Provincia de Buenos Aires | Liga Amateur Platense de Fútbol |
| Florencio Varela (Chivilcoy) | Chivilcoy | Provincia de Buenos Aires | Liga Chivilcoyana de Fútbol     |
| Defensores Unidos            | San Pedro | Provincia de Buenos Aires | Liga Deportiva Sampedrina       |
| Douglas Haig                 | Pergamino | Provincia de Buenos Aires | Liga de Fútbol de Pergamino     |
| Porteño                      | Colón     | Provincia de Buenos Aires | Liga Deportiva de Colón         |
| Platense (Campana)           | Campana   | Provincia de Buenos Aires | Liga Campanense de Fútbol       |
| Mercedes del Progreso        | Mercedes  | Provincia de Buenos Aires | Liga Mercedina de Fútbol        |
| Atlético Paraná              | Zárate    | Provincia de Buenos Aires | Liga Zarateña de Fútbol         |

### Zona 2 (Región Patagonia)
| Club             | Ciudad              | Provincia  | Liga                                 |
| ---------------- | ------------------- | ---------- | ------------------------------------ |
| San Martín       | Cipolletti          | Río Negro  | Liga Deportiva Confluencia           |
| General Roca     | General Roca        | Río Negro  | Liga Deportiva Confluencia           |
| Belgrano         | Esquel              | Chubut     | Liga de Fútbol del Oeste del Chubut  |
| General Saavedra | Comodoro Rivadavia  | Chubut     | Liga de Fútbol de Comodoro Rivadavia |
| Bancruz          | Río Gallegos        | Santa Cruz | Liga de Fútbol Sur de Santa Cruz     |
| Racing (Trelew)  | Trelew              | Chubut     | Liga de Fútbol Valle del Chubut      |
| Huahuel Niyeo    | Ingeniero Jacobacci | Río Negro  | Liga de Fútbol de Bariloche          |
| Alianza          | Cutral Có           | Neuquén    | Liga de Fútbol del Neuquén           |
| El Ciclón        | Carmen de Patagones | Río Negro  | Liga Rionegrina de Fútbol            |

### Zona 3 (Región Cuyo)
| Club                    | Ciudad         | Provincia | Liga                                |
| ----------------------- | -------------- | --------- | ----------------------------------- |
| Independiente Rivadavia | Mendoza        | Mendoza   | Liga Mendocina de Fútbol            |
| C.S. Estudiantes        | San Luis       | San Luis  | Liga Sanluiseña de fútbol           |
| Unión de Villa Krause   | Villa Krause   | San Juan  | Liga Sanjuanina de Fútbol           |
| Alianza Futbolística    | Villa Mercedes | San Luis  | Liga de Fútbol de Villa Mercedes SL |
| Ferro Carril Oeste      | General Pico   | La Pampa  | Liga Pampeana de Fútbol             |
| All Boys                | Santa Rosa     | La Pampa  | Liga Cultural de Fútbol             |
| S.C. Pacífico           | General Alvear | Mendoza   | Liga Alvearense de Fútbol           |
| Huracán de San Rafael   | San Rafael     | Mendoza   | Liga Sanrafaelina de Fútbol         |

## Grupo 1

### Grupo 1 A
Primera Ronda
| Fechas                        | Local ida             | Puntaje global | Local vuelta                  | Ida | Vuelta |
| ----------------------------- | --------------------- | -------------- | ----------------------------- | --- | ------ |
| 18 de octubre - 25 de octubre | Alumni Azuleño (Azul) | 2:1            | San Lorenzo (Gral. Madariaga) | 2:1 | 0:0    |
| 18 de octubre - 25 de octubre | Olimpo (Bahía Blanca) | 8:2            | San Martín (Pehuajó)          | 7:0 | 1:2    |

Segunda Ronda
| Fechas                          | Local ida                   | Puntaje global | Local vuelta             | Ida | Vuelta |
| ------------------------------- | --------------------------- | -------------- | ------------------------ | --- | ------ |
| 1 de noviembre - 8 de noviembre | Huracán (Tres Arroyos)      | 3:2            | Independiente (Bolívar)  | 2:0 | 1:2    |
| 1 de noviembre - 8 de noviembre | Estación Quequén (Necochea) | 2:14           | Alvarado (Mar del Plata) | 1:8 | 1:6    |
| 1 de noviembre - 8 de noviembre | Alumni Azuleño (Azul)       | 0:3            | La Movediza (Tandil)     | 0:0 | 0:3    |
| 1 de noviembre - 8 de noviembre | Loma Negra (Olavarría)      | 2:3            | Olimpo (Bahía Blanca)    | 1:1 | 1:2    |

Semifinales
| Fechas                            | Local ida              | Puntaje global | Local vuelta             | Ida | Vuelta |
| --------------------------------- | ---------------------- | -------------- | ------------------------ | --- | ------ |
| 15 de noviembre - 22 de noviembre | Huracán (Tres Arroyos) | 0:3            | Olimpo (Bahía Blanca)    | 0:0 | 0:3    |
| 15 de noviembre - 22 de noviembre | La Movediza (Tandil)   | 2:3            | Alvarado (Mar del Plata) | 1:1 | 1:2    |

Final
| Fechas                           | Local ida             | Puntaje global | Local vuelta             | Ida | Vuelta |
| -------------------------------- | --------------------- | -------------- | ------------------------ | --- | ------ |
| 29 de noviembre - 6 de diciembre | Olimpo (Bahía Blanca) | 6:4            | Alvarado (Mar del Plata) | 3:3 | 3:1    |

### Grupo 1 B
Primera Ronda
| Fechas                        | Local ida                     | Puntaje global | Local vuelta                 | Ida | Vuelta |
| ----------------------------- | ----------------------------- | -------------- | ---------------------------- | --- | ------ |
| 18 de octubre - 25 de octubre | Mariano Moreno (Junín)        | 5:2            | Social Club (Ramallo)        | 4:1 | 1:1    |
| 18 de octubre - 25 de octubre | Deportivo Verónica (La Plata) | 3:8            | Florencio Varela (Chivilcoy) | 1:4 | 2:4    |

Segunda Ronda
| Fechas                          | Local ida                | Puntaje global | Local vuelta                  | Ida | Vuelta |
| ------------------------------- | ------------------------ | -------------- | ----------------------------- | --- | ------ |
| 1 de noviembre - 8 de noviembre | Mariano Moreno (Junín)   | 4:1            | Defensores Unidos (San Pedro) | 2:1 | 2:0    |
| 1 de noviembre - 8 de noviembre | Douglas Haig (Pergamino) | 5:2            | Porteño (Colón)               | 3:1 | 2:1    |
| 1 de noviembre - 8 de noviembre | Platense (Campana)       | 2:8            | El Progreso (Mercedes)        | 0:1 | 2:7    |
| 1 de noviembre - 8 de noviembre | Atlético Paraná (Zárate) | 1:4            | Florencio Varela (Chivilcoy)  | 1:2 | 0:2    |

Semifinales
| Fechas                            | Local ida              | Puntaje global | Local vuelta                 | Ida | Vuelta |
| --------------------------------- | ---------------------- | -------------- | ---------------------------- | --- | ------ |
| 15 de noviembre - 22 de noviembre | Mariano Moreno (Junín) | 2:1            | Douglas Haig (Pergamino)     | 2:1 | 0:0    |
| 15 de noviembre - 22 de noviembre | El Progreso (Mercedes) | 3:5            | Florencio Varela (Chivilcoy) | 1:2 | 2:3    |

Final
| Fechas                           | Local ida                    | Puntaje global | Local vuelta           | Ida | Vuelta |
| -------------------------------- | ---------------------------- | -------------- | ---------------------- | --- | ------ |
| 29 de noviembre - 6 de diciembre | Florencio Varela (Chivilcoy) | 2:5            | Mariano Moreno (Junín) | 1:1 | 1:4    |

### Ronda Final
| Fechas                            | Local ida             | Puntaje global | Local vuelta           | Ida | Vuelta |
| --------------------------------- | --------------------- | -------------- | ---------------------- | --- | ------ |
| 13 de diciembre - 20 de diciembre | Olimpo (Bahía Blanca) | 5:5(v)         | Mariano Moreno (Junín) | 3:4 | 2:1    |

## Grupo 2
Primera Ronda
| Fechas                       | Local ida               | Puntaje global | Local vuelta                | Ida | Vuelta |
| ---------------------------- | ----------------------- | -------------- | --------------------------- | --- | ------ |
| 3 de octubre - 10 de octubre | San Martín (Cipolletti) | 1:2            | Deportivo Roca (Gral. Roca) | 0:1 | 1:1    |

Segunda Ronda
| Fechas                            | Local ida                 | Puntaje global | Local vuelta                          | Ida | Vuelta |
| --------------------------------- | ------------------------- | -------------- | ------------------------------------- | --- | ------ |
| 15 de noviembre - 22 de noviembre | Belgrano (Esquel)         | 4:6            | General Saavedra (Comodoro Rivadavia) | 0:3 | 4:3    |
| 15 de noviembre - 22 de noviembre | Bancruz (Río Gallegos)    | 3:5            | Racing (Trelew)                       | 2:2 | 1:3    |
| 15 de noviembre - 22 de noviembre | Huahuel Niyeo (Bariloche) | 2:5            | Alianza (Cutral Co)                   | 1:1 | 1:4    |
| 15 de noviembre - 22 de noviembre | El Ciclón (Viedma)        | 0:5            | Deportivo Roca (Gral. Roca)           | 0:4 | 0:1    |

Semifinales
| Fechas                           | Local ida           | Puntaje global | Local vuelta                          | Ida | Vuelta |
| -------------------------------- | ------------------- | -------------- | ------------------------------------- | --- | ------ |
| 29 de noviembre - 6 de diciembre | Alianza (Cutral Co) | 1:3            | Deportivo Roca (Gral. Roca)           | 1:2 | 0:1    |
| 29 de noviembre - 6 de diciembre | Racing (Trelew)     | 6:4            | General Saavedra (Comodoro Rivadavia) | 4:2 | 2:2    |

Final
| Fechas                            | Local ida                   | Puntaje global | Local vuelta    | Ida | Vuelta |
| --------------------------------- | --------------------------- | -------------- | --------------- | --- | ------ |
| 14 de diciembre - 21 de diciembre | Deportivo Roca (Gral. Roca) | 4:2            | Racing (Trelew) | 4:0 | 0:2    |

## Grupo 3
Primera Ronda
| Fechas                           | Local ida               | Puntaje global | Local vuelta                        | Ida | Vuelta |
| -------------------------------- | ----------------------- | -------------- | ----------------------------------- | --- | ------ |
| 31 de octubre - 8 de noviembre   | Independiente Rivadavia | 4:3            | Unión (Villa Krause)                | 2:2 | 2:1    |
| 31 de octubre - 8 de noviembre   | Sportivo Estudiantes    | 6:2            | Alianza Futbolista (Villa Mercedes) | 3:1 | 3:1    |
| 31 de octubre - 8 de noviembre   | Ferro (General Pico)    | 2:1            | All Boys (Santa Rosa)               | 2:0 | 2:1    |
| 5 de noviembre - 11 de noviembre | Huracán (San Rafael)    | 3:1            | Pacífico                            | 1:0 | 2:1    |

Segunda Ronda
| Fechas                         | Local ida            | Puntaje global | Local vuelta            | Ida | Vuelta |
| ------------------------------ | -------------------- | -------------- | ----------------------- | --- | ------ |
| 15 de noviembre - 18 noviembre | Sportivo Estudiantes | 2:2            | Ferro (General Pico)    | 1:0 | 1:2    |
| 18 de noviembre - 25 noviembre | Huracán (San Rafael) | 3:3            | Independiente Rivadavia | 3:2 | 0:1    |

Ronda Final
| Fechas                           | Local ida               | Puntaje global | Local vuelta         | Ida | Vuelta |
| -------------------------------- | ----------------------- | -------------- | -------------------- | --- | ------ |
| 29 de noviembre - 6 de diciembre | Independiente Rivadavia | 3:1            | Sportivo Estudiantes | 2:0 | 1:1    |

## Grupo 4
Primera Ronda
| Fechas                          | Local ida            | Puntaje global | Local vuelta       | Ida | Vuelta |
| ------------------------------- | -------------------- | -------------- | ------------------ | --- | ------ |
| 1 de noviembre - 8 de noviembre | Tabacal (El Bermejo) | 0:0 (4:3)      | Atlético Ledesma   | 0:0 | 0:0    |
| 1 de noviembre - 8 de noviembre | San Lorenzo de Alem  | 1:1            | Juventud Antoniana | 1:1 | 0:0    |
| 1 de noviembre - 8 de noviembre | Altos Hornos Zapla   | 4:2            | Deportivo Ficoseco | 2:0 | 2:2    |

Segunda Ronda
| Fechas | Local ida | Puntaje global | Local vuelta | Ida | Vuelta |
| ------ | --------- | -------------- | ------------ | --- | ------ |
|        |           | :              |              | :   | :      |
|        |           | :              |              | :   | :      |

Ronda Final
| Fechas | Local ida | Puntaje global | Local vuelta | Ida | Vuelta |
| ------ | --------- | -------------- | ------------ | --- | ------ |
|        |           | :              |              | :   | :      |

## Calificados al Campeonato Nacional 1982
- Mariano Moreno
- General Roca
- Independiente Rivadavia
- Concepción (BRS)
- Estudiantes (SdE)
- Renato Cesarini
- Guaraní Antonio Franco